# Rodolfo Mills
Rodolfo Leonardo Mills Palmer (Limón, 25 de mayo de 1958) es un exfutbolista costarricense. Jugó como defensa y volante de contención por 16 temporadas en varios equipos de la Primera División de Costa Rica y un breve paso por la de Honduras.
De contextura robusta y juego fuerte, Mills es considerado como uno de los jugadores más rudos que actuaran en el fútbol profesional costarricense.

## Trayectoria
Rodolfo Mills debutó el 6 de abril de 1975 a sus 17 años, con el primer equipo de la Asociación Deportiva Limonense, en juego de visita contra el Deportivo Saprissa, con derrota de 4 a 0.
Sus equipos fueron: Deportivo Cavallini (infantil), Limonense (1974-1976, 1982-1983 y 1988-1990), Liga Deportiva Alajuelense (1977-1981 y 1984-1987), Motagua de Honduras (1981), Club Sport Herediano (1987) y Deportivo Saprissa (1987-1988).
Sin lugar a dudas, sus mejores años como futbolista los logró con Alajuelense, donde obtuvo el título nacional en 1980 y 1984 y dos subcampeonatos nacionales en 1985 y 1986. En 1987, vestido de rojinegro, fue campeón de la Concacaf en final disputada ante el SV Transvaal de Surinam.
Mills se retiró el 2 de setiembre de 1990 a la edad de 32 años, en el duelo en que Alajuelense ganó 2 a 0 en su estadio a Limonense.

### Selección nacional
Rodolfo Mills integró la Selección Juvenil de Costa Rica (1974 y 1976) y la mayor (1980 a 1985, con tres goles en 17 juegos internacionales).
Fue jugador titular de los fracasados procesos eliminatorios hacia los Mundiales de España 82 y México 86, con un total de 9 encuentros oficiales.

## Clubes
| Club                   | País       | Año       |
| ---------------------- | ---------- | --------- |
| A.D Limonense          | Costa Rica | 1974-1976 |
| L.D Alajuelense        | Costa Rica | 1977-1981 |
| Club Deportivo Motagua | Honduras   | 1981      |
| A.D Limonense          | Costa Rica | 1982-1983 |
| L.D Alajuelense        | Costa Rica | 1984-1987 |
| C.S Herediano          | Costa Rica | 1987      |
| Deportivo Saprissa     | Costa Rica | 1987-1988 |
| A.D Limonense          | Costa Rica | 1989-1990 |

## Palmarés

### Títulos nacionales
| Título                         | Equipo            | País       | Año  |
| ------------------------------ | ----------------- | ---------- | ---- |
| Primera División de Costa Rica | L. D. Alajuelense | Costa Rica | 1980 |
| Primera División de Costa Rica | L. D. Alajuelense | Costa Rica | 1984 |

### Títulos internacionales
| Título                           | Equipo            | Sede     | Año  |
| -------------------------------- | ----------------- | -------- | ---- |
| Copa de Campeones de la Concacaf | L. D. Alajuelense | Alajuela | 1986 |